# Filip Moldoveanul

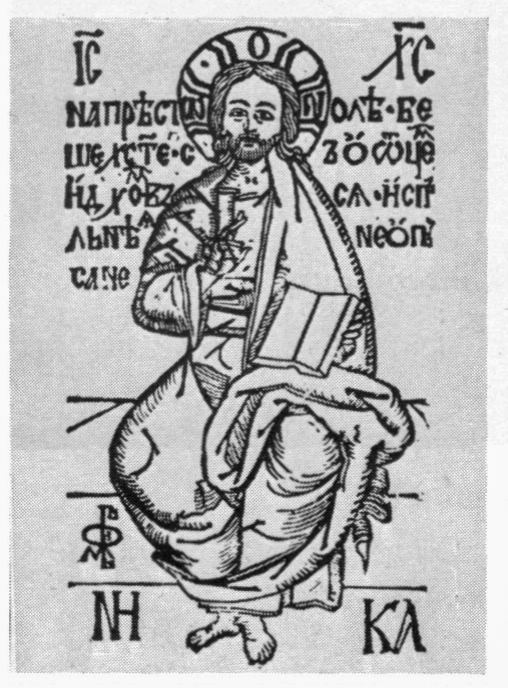
Filip Moldoveanul, monogram, 1546

Filip Moldoveanul (n. 1500 – d. 1554) a fost un tipograf român. În anul 1544 a realizat și tipărit Catehismul de la Sibiu, de inspirație protestantă, azi pierdut, care cuprindea principalele rugăciuni și învățături care apar și în catehismele de mai târziu: Cele 10 porunci, Simbolul credinței, rugăciunea Tatăl nostru.
În 1546 a tipărit un Tetraevangheliar slavon, care era o reeditare a celui tipărit în 1512 de Macarie; pe una dintre pagini apare stema Moldovei. Conține xilogravuri realizate de el.
Între 1551-1553 a tipărit Tetraevangheliarul slavo-român, prima carte bilingvă tipărită și în română, totodată cea mai veche tipăritură în limba română păstrată până astăzi.